# Schloss Breda

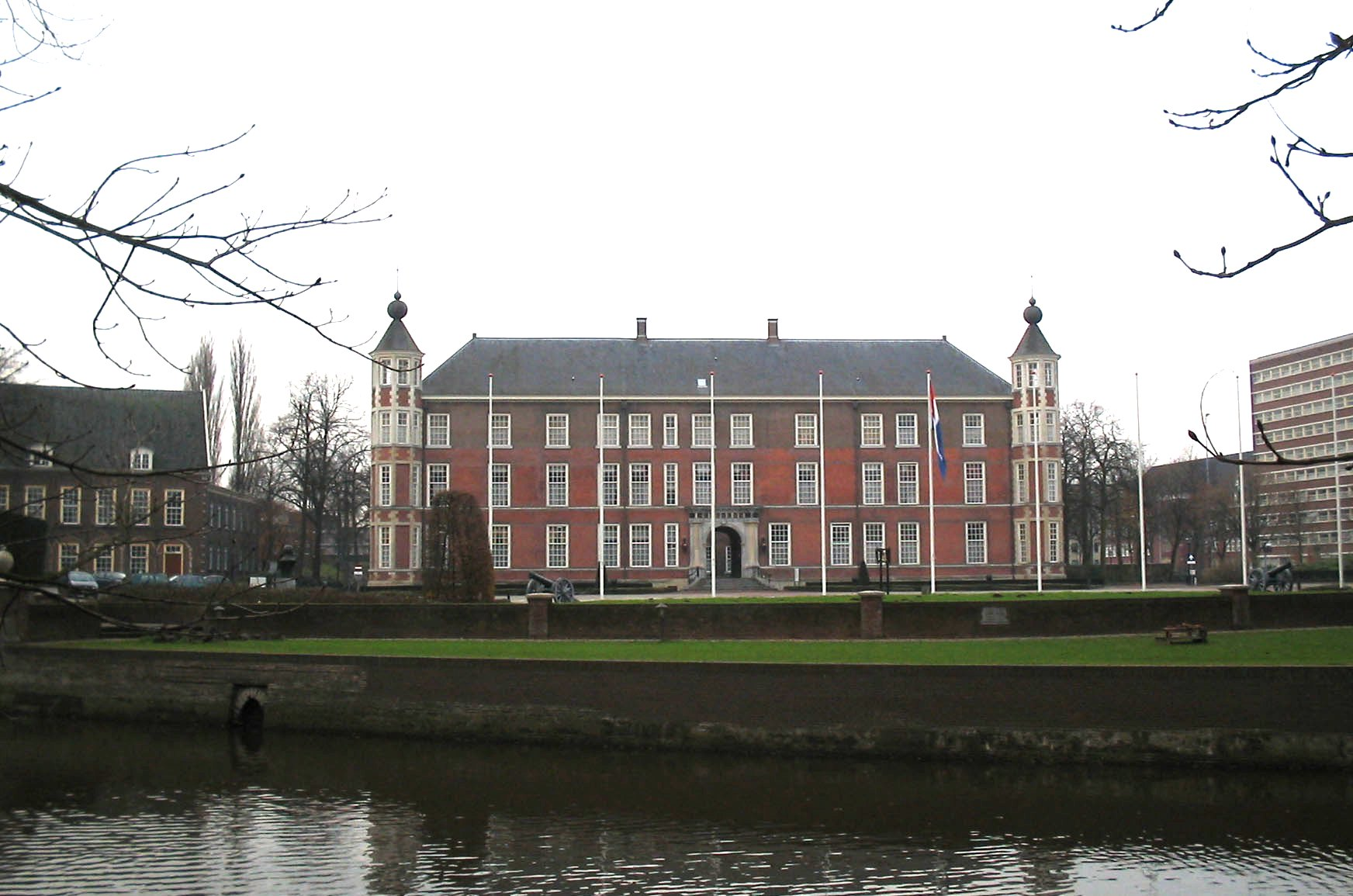
Schloss Breda

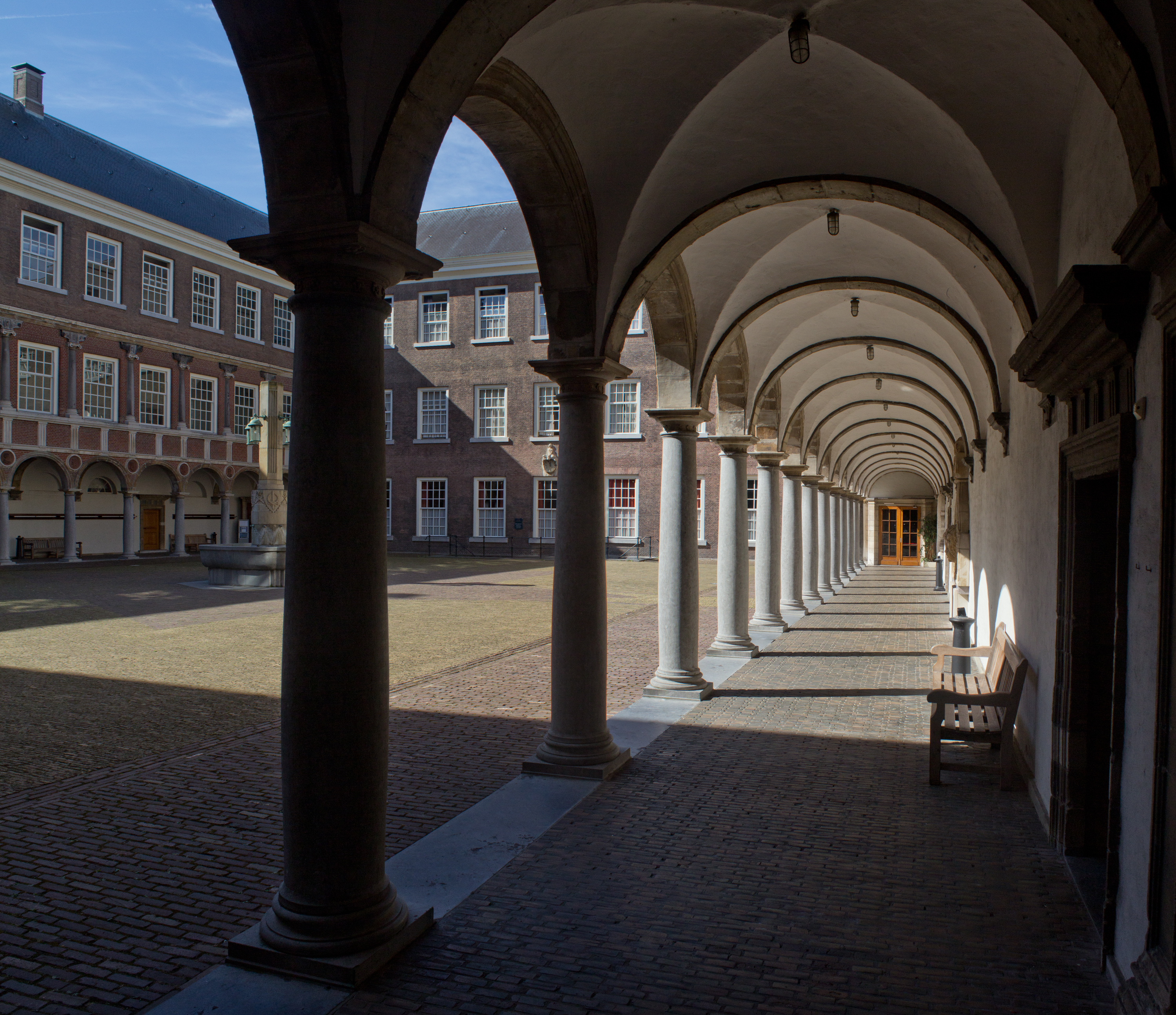
Arkaden im Hof

Das Schloss Breda (niederländisch Kasteel van Breda) ist ein Schloss in der niederländischen Provinz Nordbrabant. Es liegt im zentralen Stadtbezirk von Breda am Kasteelplein im Stadtteil Valkenberg. Es hat eine herausragende historische Bedeutung, da es ab 1403 zu den ersten Besitzungen des Hauses Nassau in den Niederlanden gehörte und dessen dortiger Hauptsitz wurde. Es ist damit die Kernzelle der Herrschaft des bis heute regierenden Hauses Oranien.
Seit 1826 befindet sich die Koninklijke Militaire Academie (KMA) im Schloss, weshalb das Schloss für die Öffentlichkeit nicht frei zugänglich ist. Ausnahmen von dieser Regel sind der jährliche Brabanter Schlosstag (an dem das Schloss Breda einen Tag lang zugänglich ist) und Führungen durch das örtliche Fremdenverkehrsamt (beides in Begleitung eines Führers). Viele der ursprünglichen Befestigungsanlagen sind nicht mehr vorhanden; nur an der Spanjaardsgat sind noch zwei siebeneckige Türme zu sehen. Das Schloss ist in den Top 100 des Rijksdienst voor de Monumentenzorg von 1990 aufgeführt und ein geschütztes Kulturdenkmal.

## Geschichte

Wappen der Grafen von Nassau-Breda

Philip III. von Duivenvoorde (ca. 1248 – nach 1301) wurde 1295 mit der Herrschaft Polanen bei Monster belehnt; sein Sohn Jan I. nannte sich van Polanen (ca. 1285 – 1342) und führte ein silbernes Wappen mit drei schwarzen Halbmonden. Willem van Duvenvoorde (1290–1353) kaufte außerdem 1324 die Herrlichkeit Oosterhout und große Ländereien um Breda und Bergen op Zoom. 1339 wurden Jan I. und sein Sohn Jan II. von Polanen vom Landesherrn, Johann III. von Brabant, mit der Herrschaft Breda belehnt. Jan II. ließ 1335 eine erste Wasserburg (den Vorgängerbau des heutigen Kastells) errichten, mit einem Wassergraben und vier Ecktürmen befestigt. Die entstandene Burg wurde in die Verteidigungsanlagen von Breda integriert. Durch die Heirat (1403) der Johanna von Polanen, Enkelin Jan II. (1392–1445), mit dem Grafen Engelbert I. aus dem Hause Nassau-Dillenburg kamen zahlreiche Güter, vor allem Breda, de Lek, Oosterhout und Niervaart, an das Haus Nassau. Dadurch wurde dieses zu Beginn des 15. Jahrhunderts zu einem der großen Grundbesitzer in den Niederlanden (und später als Haus Oranien zur herrschenden Dynastie). 
Engelberts Sohn, Johann IV. von Nassau-Siegen, vergrößerte die Burg kurz nach 1460. Der Hof der Burg Breda, in dem die vielen Besitztümer der Nassauer verzeichnet sind, wurde in dieser Zeit erbaut und auch der heute noch bestehende Nassauer Turm stammt aus dieser Zeit. Johanns Großneffe Heinrich III. von Nassau-Breda ließ 1536 die Burg zu einem Renaissance-Schloss umbauen. Die Fertigstellung des Schlosses erlebte er nicht mehr: Er starb 1538 und wurde von seinem Sohn beerbt: Renatus von Oranien-Nassau, auch René von Châlon genannt, da er von dieser Familie das Fürstentum Orange in Südfrankreich geerbt hatte. Er vollendete das Werk seines Vaters und baute 1540 die historisch wertvolle Hofkapelle. 
René de Châlon starb sehr jung und kinderlos. Das Schloss kam dann, wie auch der Titel Prince d’Orange (Fürst von Oranien), in die Hände seines elfjährigen deutschen Cousins Wilhelm von Nassau-Dillenburg, dem späteren Wilhelm von Oranien, dem berühmten Freiheitskämpfer für die Unabhängigkeit der Niederlande. In seinem Kampf gegen die spanische Herrschaft erhielt die Burg wieder eine militärische Funktion.
Im Jahr 1667 wurde im Schloss der Frieden von Breda von Vertretern Englands, der Republik der Vereinigten Niederlande und Frankreichs unterzeichnet und damit der Zweite Englisch-Niederländische Krieg beendet. Zwischen 1686 und 1695 baute Statthalter-König Wilhelm III. das Schloss aus und benannte es in Prinsenhof um. Allerdings verbrachten er und seine Nachfolger nur wenig Zeit im Schloss.
In der französischen Zeit (Ende 18. Jahrhundert) diente Schloss Breda als Kaserne und Lazarett.
1826 stellte König Wilhelm I. das Schloss Breda der Königlichen Militärakademie (KMA) zur Verfügung; 1828 kamen die ersten Kadetten.

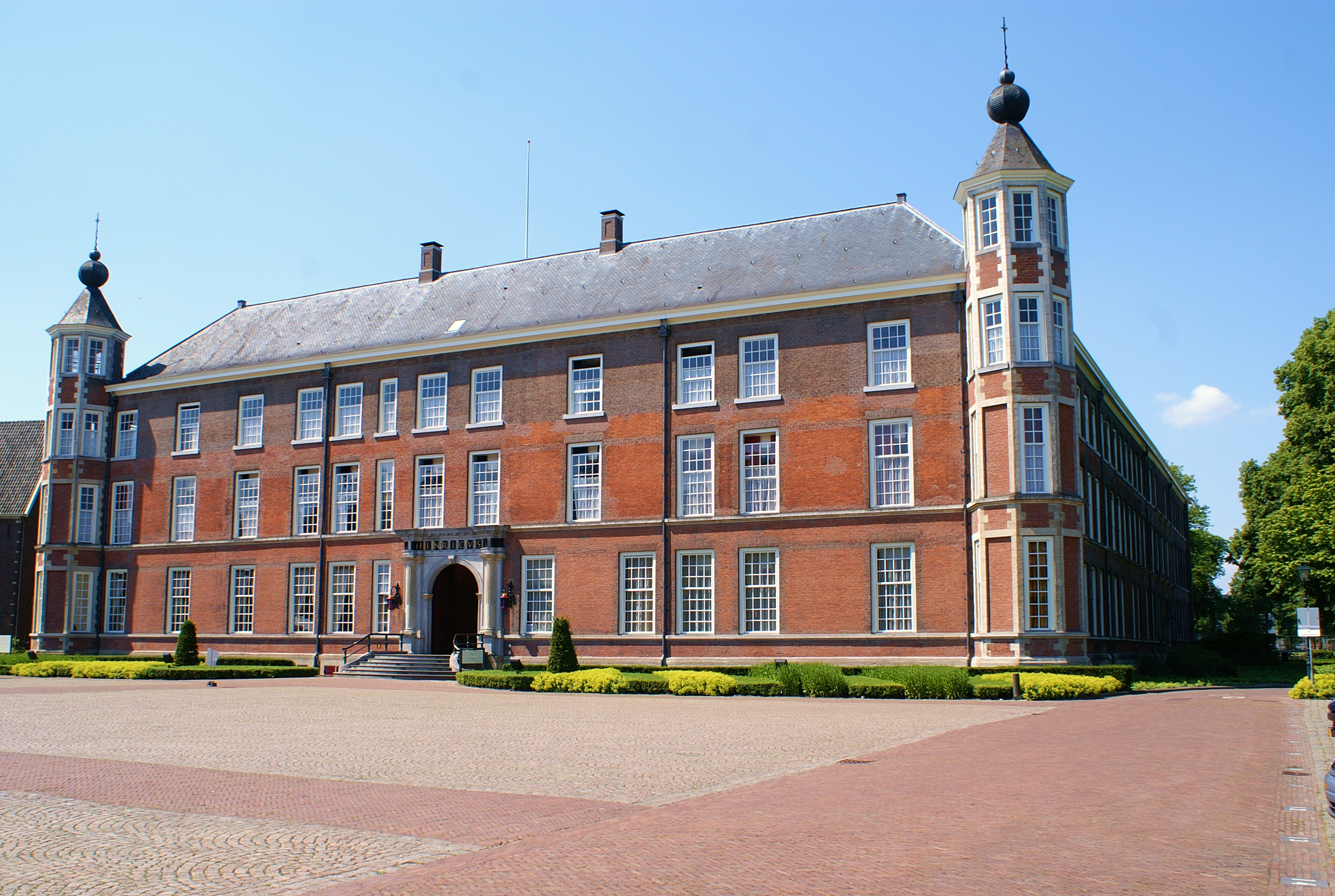
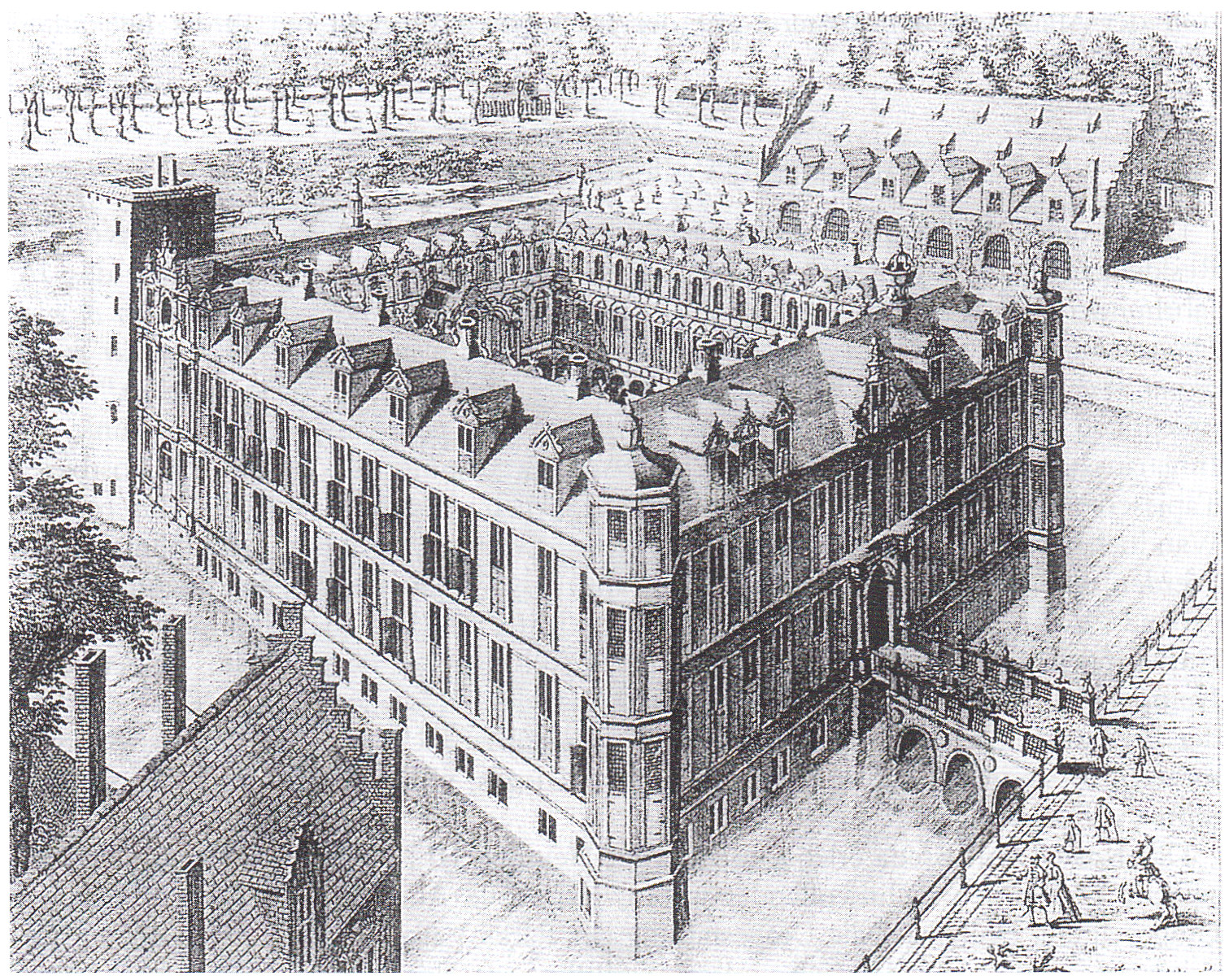
Schloss Breda 1743
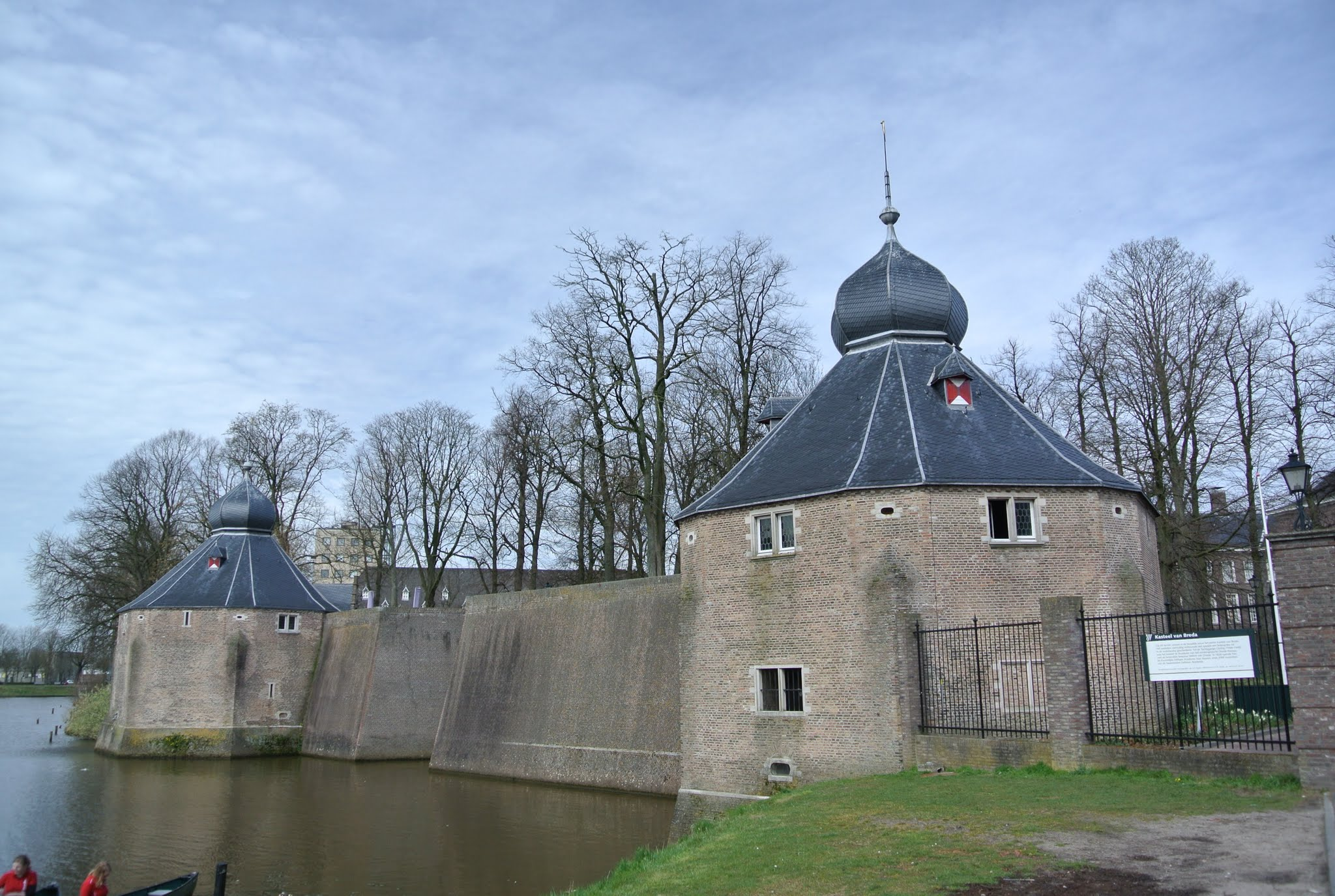
Granatenturm am Spanjaardsgat
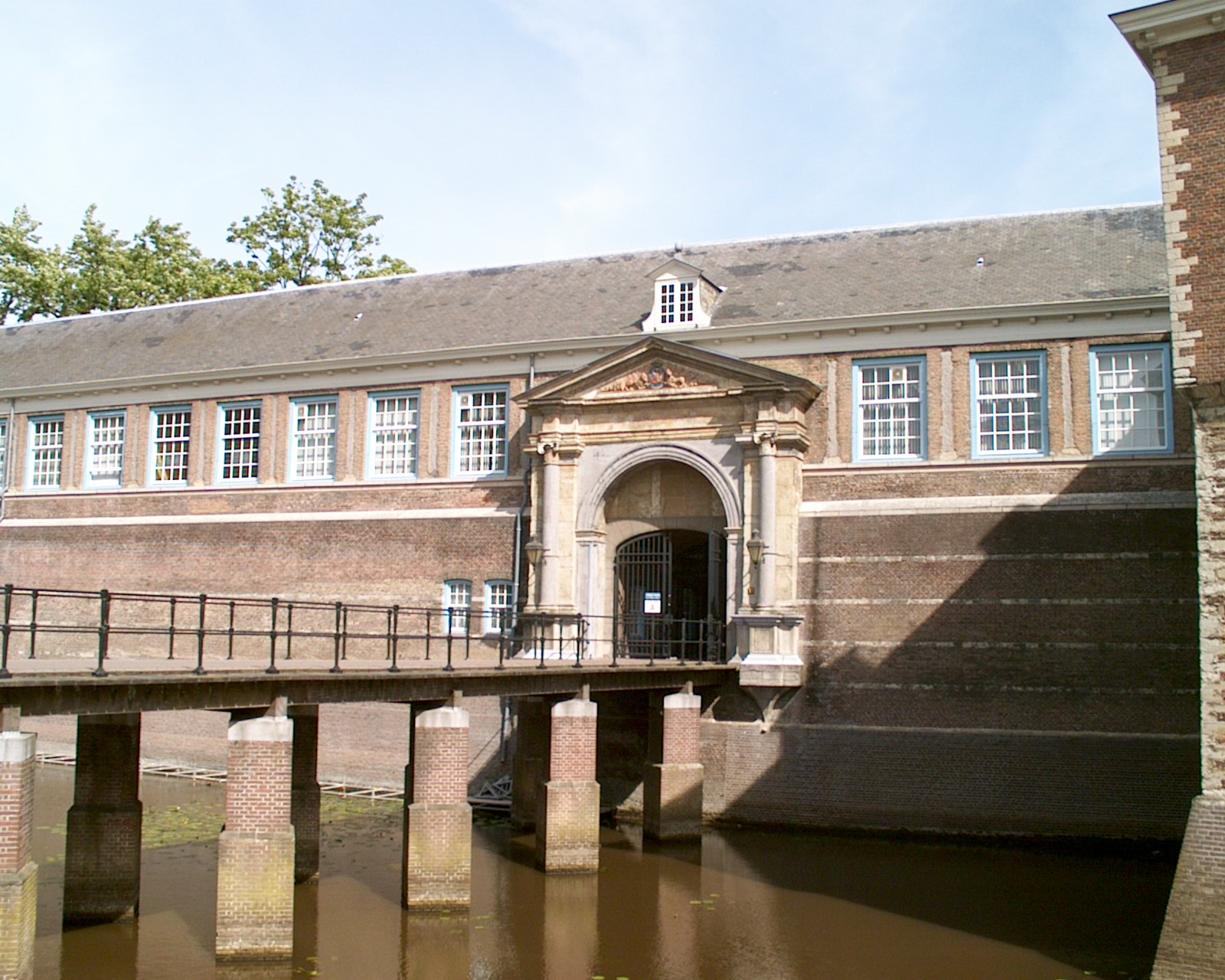
Egmond-Galerie
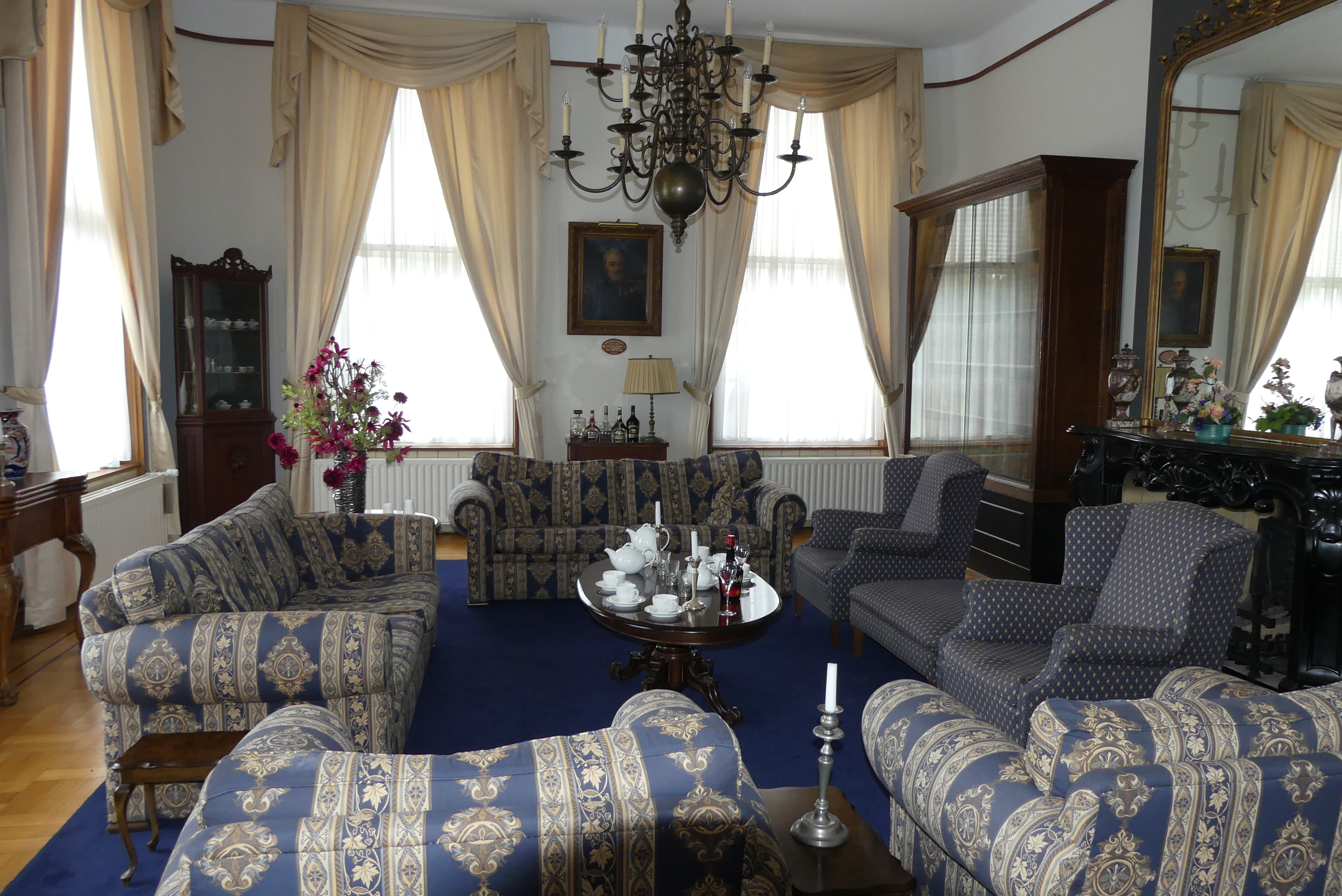

## Wiederherstellung
Um 1900 wurden die Außenwände des südlichen Vorderhauses und des Nassauischen Turms restauriert; dabei wurde unter anderem der alte Putz entfernt. Anschließend wurden das Spanjaardsgat (Wassertor), der Taubenturm und der Granatenturm erneuert. Nach fünfjähriger Restaurierung wurde das Haus Brecht 1993 wiedereröffnet. Im Keller befindet sich eine Ausstellung über die damaligen dort durchgeführten Grabungen.

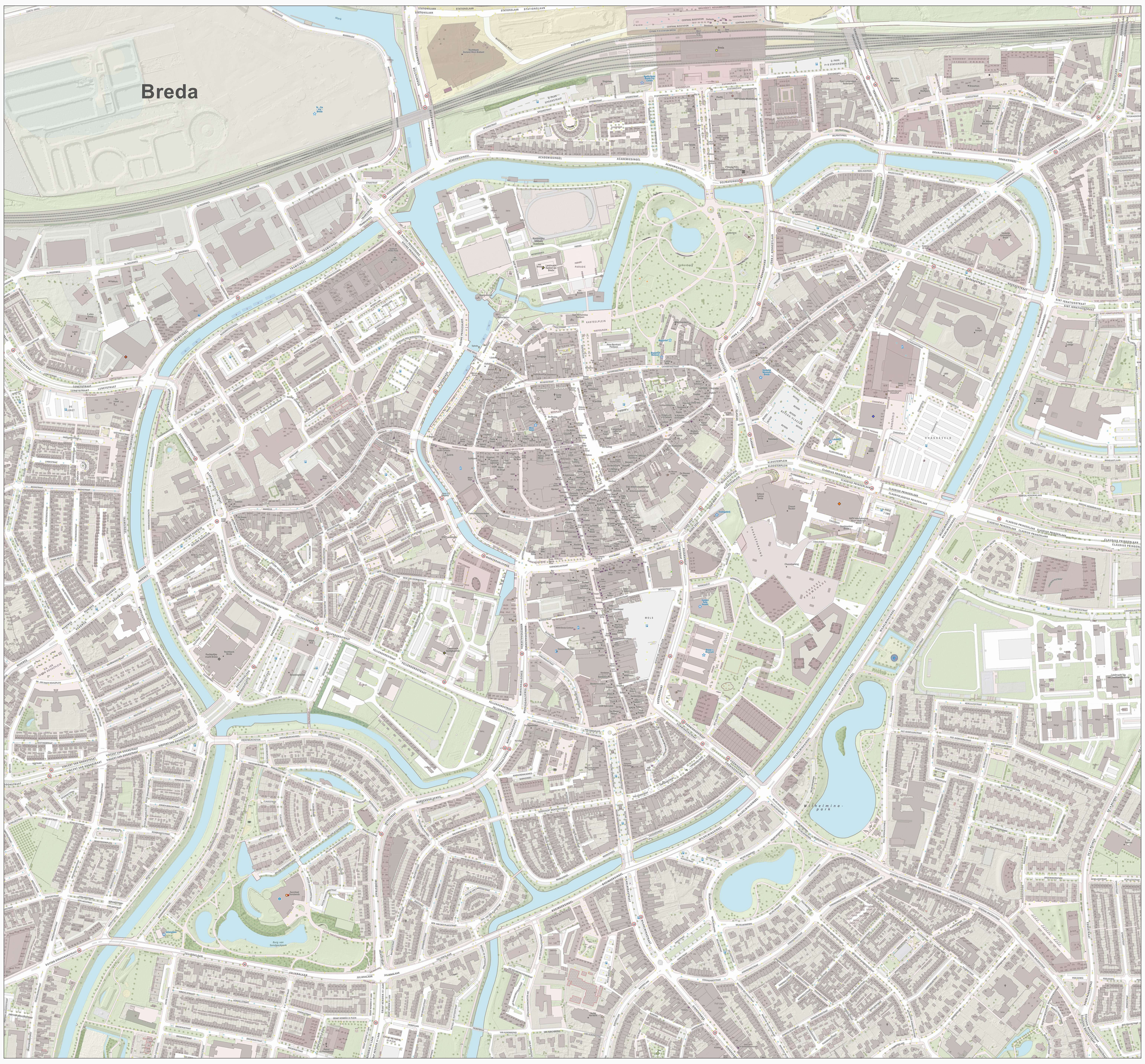
Detailkarte

## Unterteilung
Wichtige Teile des Schlosses sind:
- Das Statthaltertor
- Das Blockhaus mit anschließender Egmond-Galerie
- Die Parade
- Das Henricus-Tor
- Der Innenhof
- Der Saal Hendrik III
- Der Nassauer Saal
- Der „Fuchs“
- Das Frederik-Hendrik-Tor
- Der große Saal
- Der Saal René van Chalon
- Die Hofkapelle
- Der Granatenturm
- Die Spanjaardsgat
- Der Taubenturm
- Der Kranturm
- Das Haus von Brecht
- Der Philips-Willempoort-Turm
- Der Nassau-Turm mit Buchhaltungsraum
- Der unterirdische Gang